# Tomado

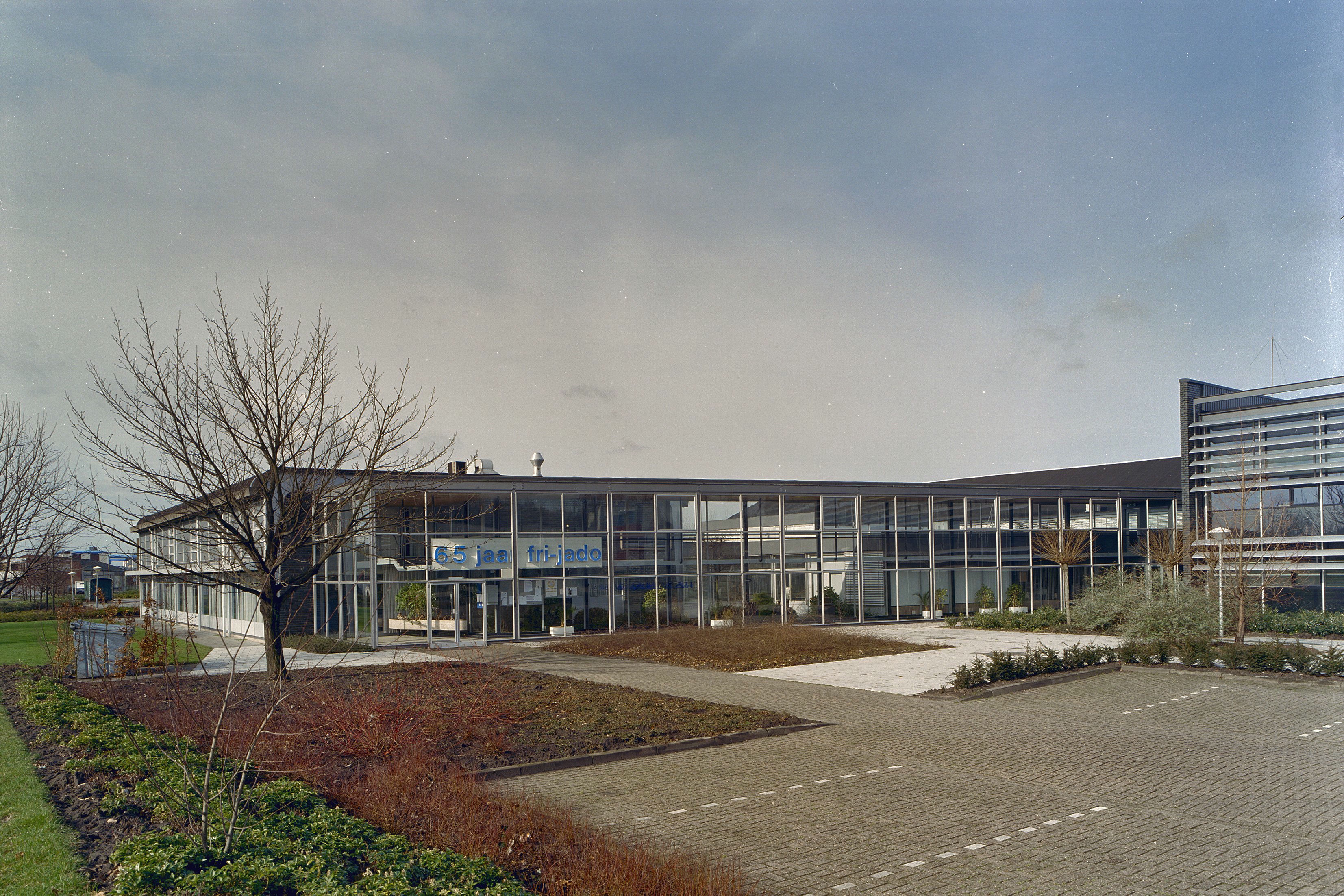
Voormalige Tomadofabriek Etten-Leur, nu Fri-Jado

Tomado is een Nederlands bedrijf voor huishoudelijke producten, met name van geplastificeerd draadstaal.

## Geschiedenis

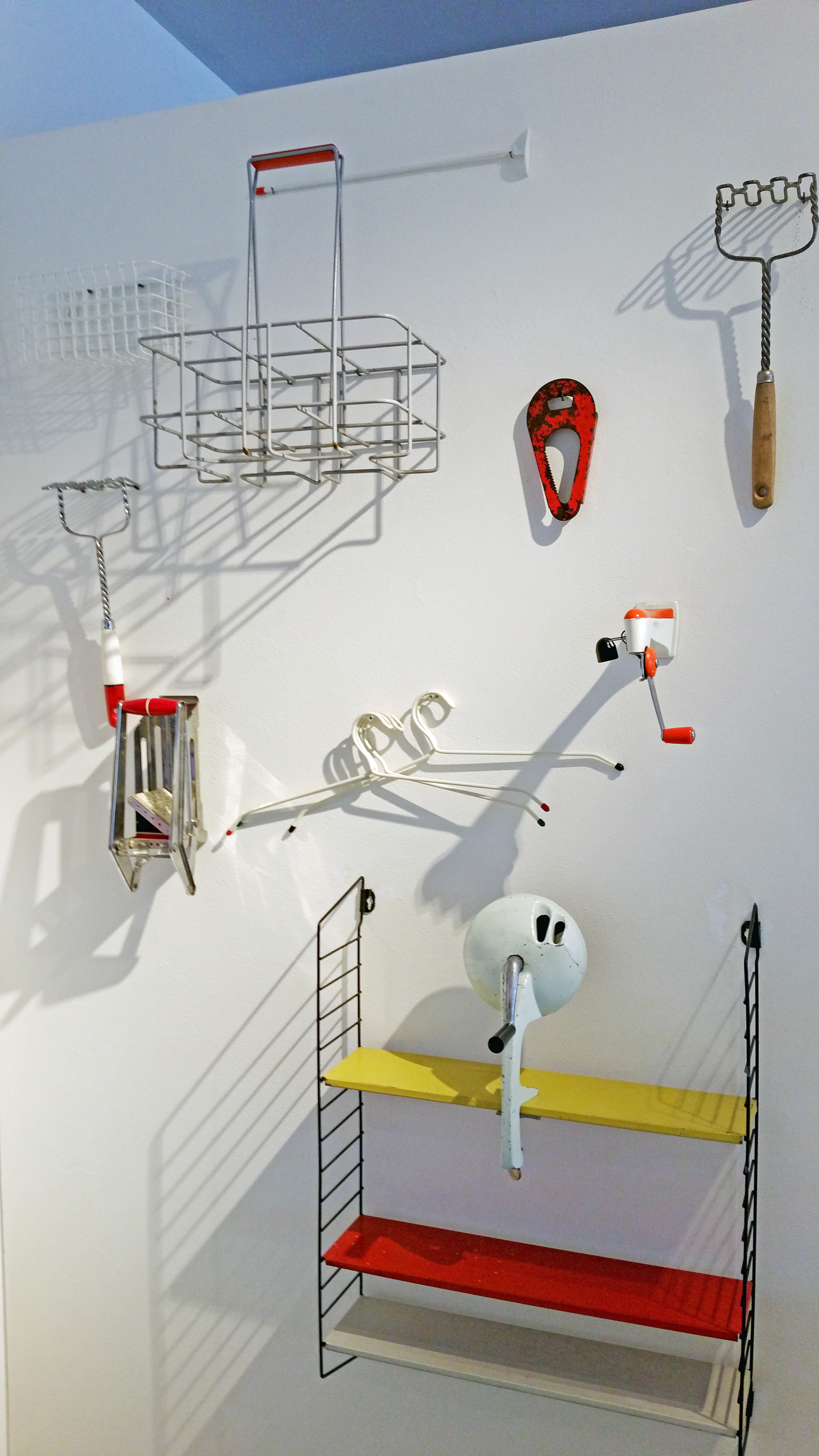
Tomado producten

Het bedrijf werd in 1923 te Dordrecht opgericht door de gebroeders Van der Togt. Tomado staat voor Van der Togt Massa Artikelen Dordrecht. Oorspronkelijk was het een klein bedrijf dat simpele behangselhaakjes uit koperdraad vervaardigde, waarmee foto's aan het behang konden worden opgehangen. Nadat de Nederlandse Vereniging van Huisvrouwen aan het bedrijfje de opdracht had gegeven om een metalen afdruiprek te ontwikkelen begon het te groeien en al spoedig werd een fabriek te Zwijndrecht geopend. Na de Tweede Wereldoorlog begon de wederopbouwperiode waarin Tomadoproducten symbool stonden voor het moderne huishouden. Zij werden zeer populair, ook in België, en vrijwel ieder huishouden bezat wel een of meer Tomadoproducten. Door de populariteit van het merk groeide het bedrijf in de jaren 50 van de 20e eeuw zeer snel.
Begin jaren 70 van de 20e eeuw zijn de Tomadofabrieken failliet gegaan toen er een stroom van goedkope artikelen uit lage-lonenlanden op gang kwam. Het bedrijf werd eind jaren 70 overgenomen door de Belgische firma Bekaert. Na het faillissement van Bekaert in 1986 zijn veel rechten overgegaan naar Metaltex Nederland, onderdeel van de Zwitserse firma Metaltex.

## Producten

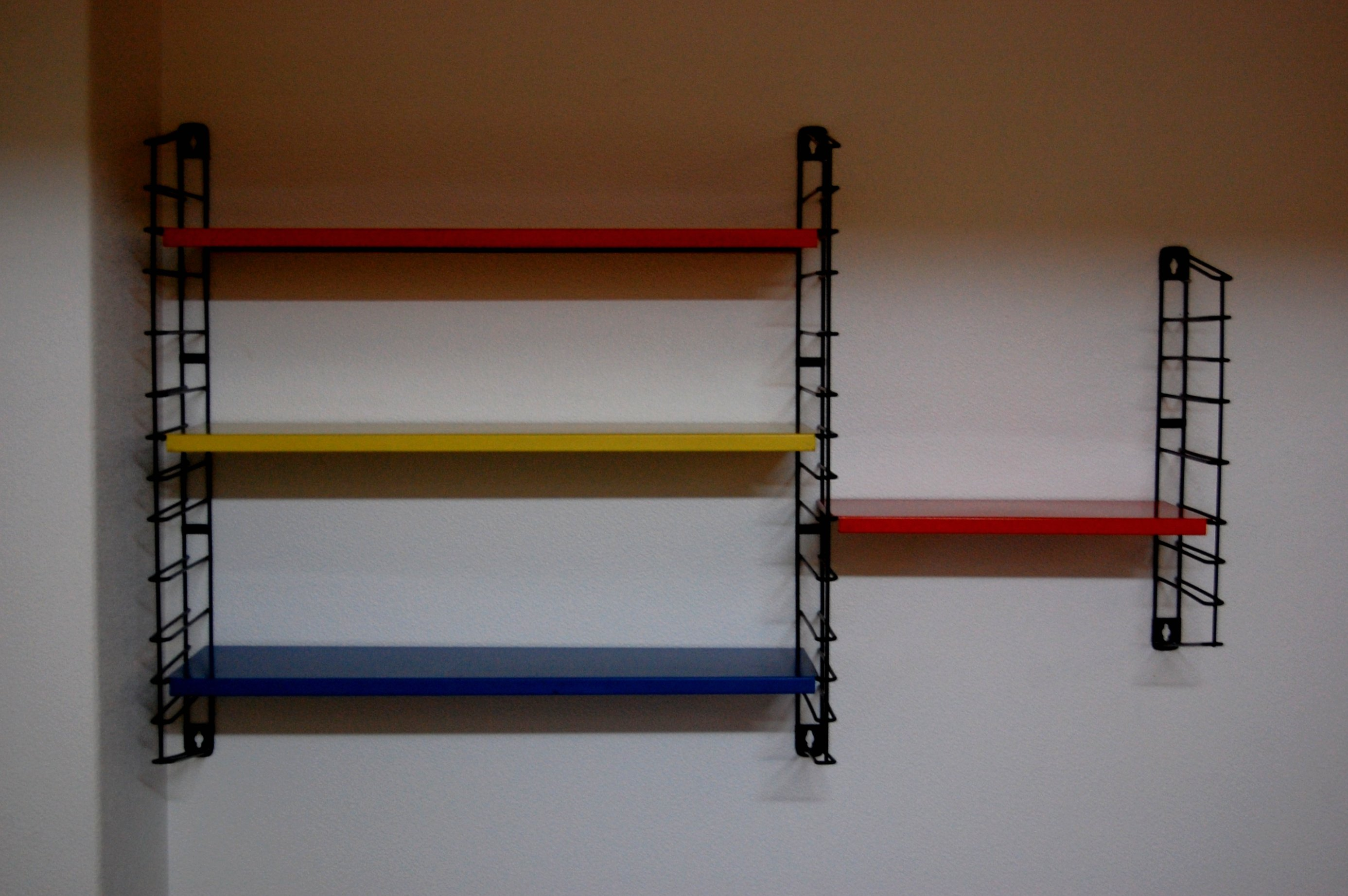
Tomado boekenrek

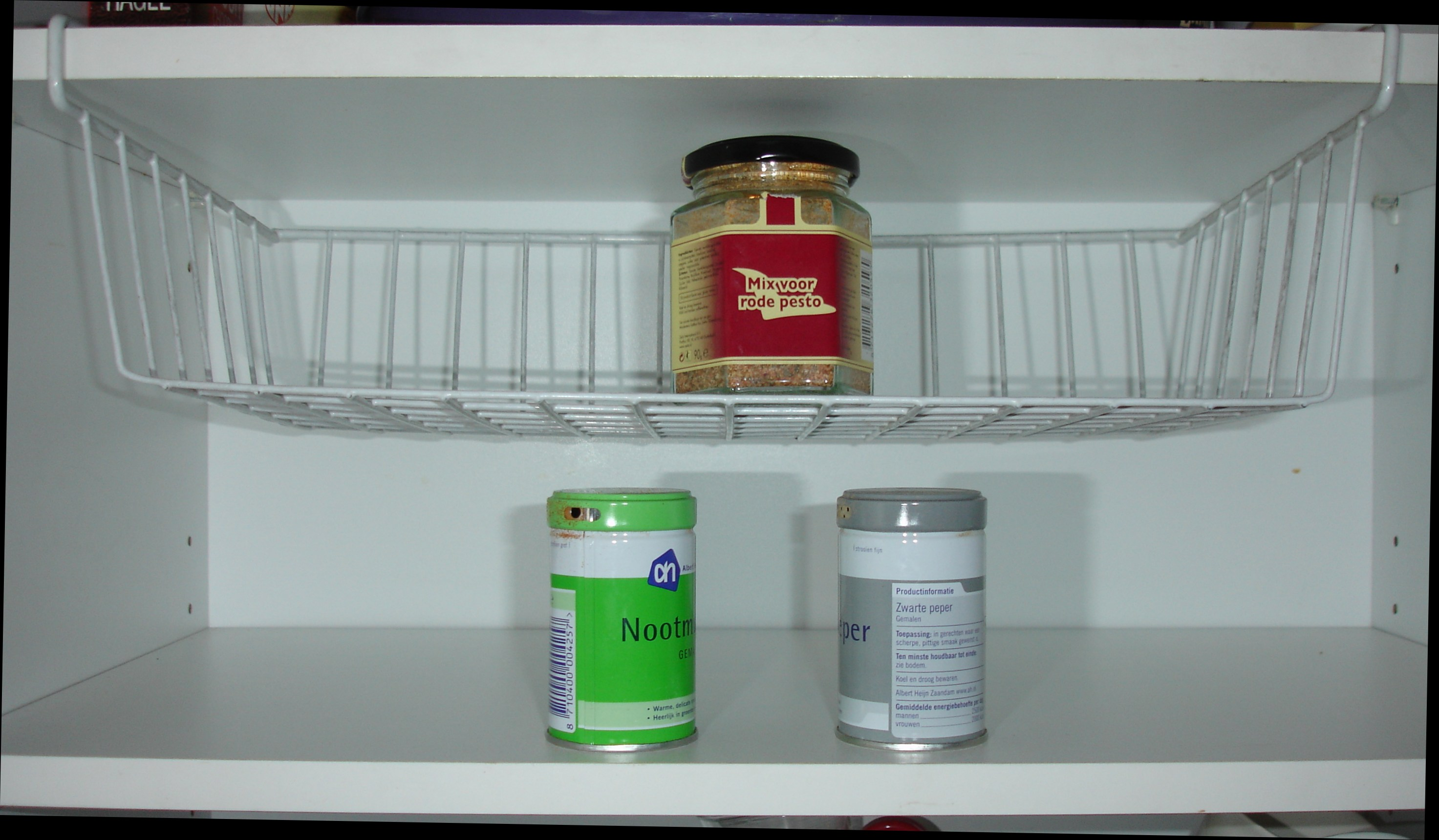
Barbertje een hangrekje van draadstaal

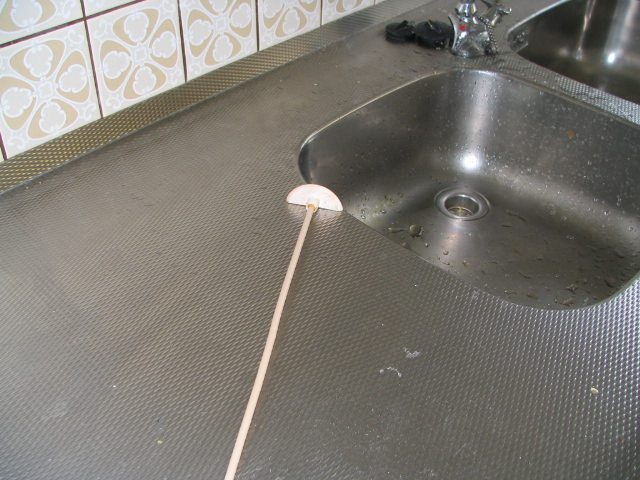
Flessenschraper

Populaire producten betroffen met name Tomadorekjes van ijzerdraad die in de kleuren wit, zwart, rood, geel en blauw aan de scheppingen van Gerrit Rietveld en Piet Mondriaan deden denken. Heel bekend waren ook de boekenrekjes met steunen van draadstaal en metalen planken in verschillende pastelkleuren. Dit zijn thans collector's items.
Ook allerlei keukengerei werd door Tomado op de markt gebracht. Bijzonder was de flessenlikker en de flessenuitdruiper, een standaard waarin een fles kon worden geplaatst zodat men de laatste druppels vla of yoghurt in een kom kon opvangen. Mechanische keukenapparaten, zoals mixers en koffiemolens, werden betrokken van Moulinex, een nu nog bestaand Frans bedrijf, en onder de naam Moulinex Tomado verkocht.
Tomado werd uiteindelijk een merk van de Zwitserse firma Metaltex, die sinds 1976 een vestiging heeft in België en sinds 1986 verkoopkantoor in Oosterhout, Nederland. Het productengamma dat onder dit merk wordt verkocht omvat onder meer droogrekken, strijkplanken en keukenartikelen. Het originele boekenrek uit 1958 is in 2012 opnieuw in productie genomen en wordt gezien als designproduct.

## Fabrieken
Omstreeks 1955 werd een productievestiging te Etten-Leur geopend. Deze schepping van architect Huig Maaskant, omringd door tuinen van tuinarchitect Mien Ruys. Boven de entreeluifel bevindt zich een sculptuur van Ossip Zadkine. De fabriek kwam later in gebruik bij Fri-Jado, een fabrikant van onder meer koelvitrines.
Maaskant ontwierp later ook een andere fabriek voor Tomado, de Tozindofabriek (1959-1961) en ook een nieuw hoofdkantoor, het Tomadohuis (1958-1962), beide in Dordrecht. Aan de gevel van hoofdkantoor werd een glaskunstwerk van glazenier Joop van den Broek geplaatst. Dit kunstwerk is in 1982 gesloopt en vervangen door een kunstwerk van Sies Bleeker.

## Trivia
- Schertsend werd de afkorting Tomado verklaard met: to make dollars
- Stichter Jan van der Togt heeft in Amstelveen het Museum Jan van der Togt gesticht.
- Annie M.G. Schmidt werd omstreeks 1960 gevraagd om een verhaal te schrijven ter ondersteuning van de verkoop. Het resultaat was de creatie van Sloddervrouwtje en Sloddermannetje, dat in 1961 verscheen.